# Urkesh
Urkesh, Urkish (oggi in arabo تل موزان‎?, Tell Mozan) era una città situata ai piedi del Tauro, nel nordest dell'attuale Siria, presso la moderna città di Kameshli nel Governatorato di Hassaké, vicino al confine con la Turchia.
Urkesh fu fondata nel corso del IV millennio a.C. dagli Urriti su di un sito che pare fosse già abitato da qualche centinaio di anni.

## Storia
Lo stato di Urkesh era alleato dell'Impero accadico tramite quella che pare essere stata una tradizione di matrimoni fra le due dinastie. Ad esempio, Tar'am-Agade, la figlia del re accadico Naram-Sin, sarebbe stata data in sposa al re di Urkesh.
Durante il II millennio a.C. la città passò sotto il controllo di Mari, una città situata qualche centinaio di chilometri più a sud. Il re di Urkesh divenne vassallo (e apparentemente un vero e proprio fantoccio) di Mari. Gli abitanti di Urkesh soffrivano questa situazione, come è attestato negli archivi reali di Mari, che offrono la prova della loro forte resistenza; in una lettera trovata in quell'archivio il re di Mari dichiara a quello di Urkesh che "Io non sapevo che i bambini della vostra città ti odiassero per causa mia. Ma tu sei mio, anche se la città di Urkesh non lo è."
A metà del II millennio Tell Mozan fu la sede di un santuario di Mitanni. La città sembra essere stata abbandonata intorno al 1350 a.C., per cause ignote.
La genealogia e i nomi dei sovrani di Urkesh sono in gran parte sconosciuti. Tuttavia i seguenti nomi sono stati identificati come quelli di re di questa città-stato. I primi tre re noti (di cui solo due per nome) portano il titolo urrita di endan:
- Tupkish endan (2250 a.C.)
- Tish-atal endan (epoca sconosciuta)
- Shatar-mat (epoca sconosciuta)
- Atal-shen (epoca sconosciuta)
- Ann-atal (2050 a.C.)
- Te'irru (1800 a.C.)

Le date sono stimate secondo la cosiddetta cronologia breve.

## Scavi

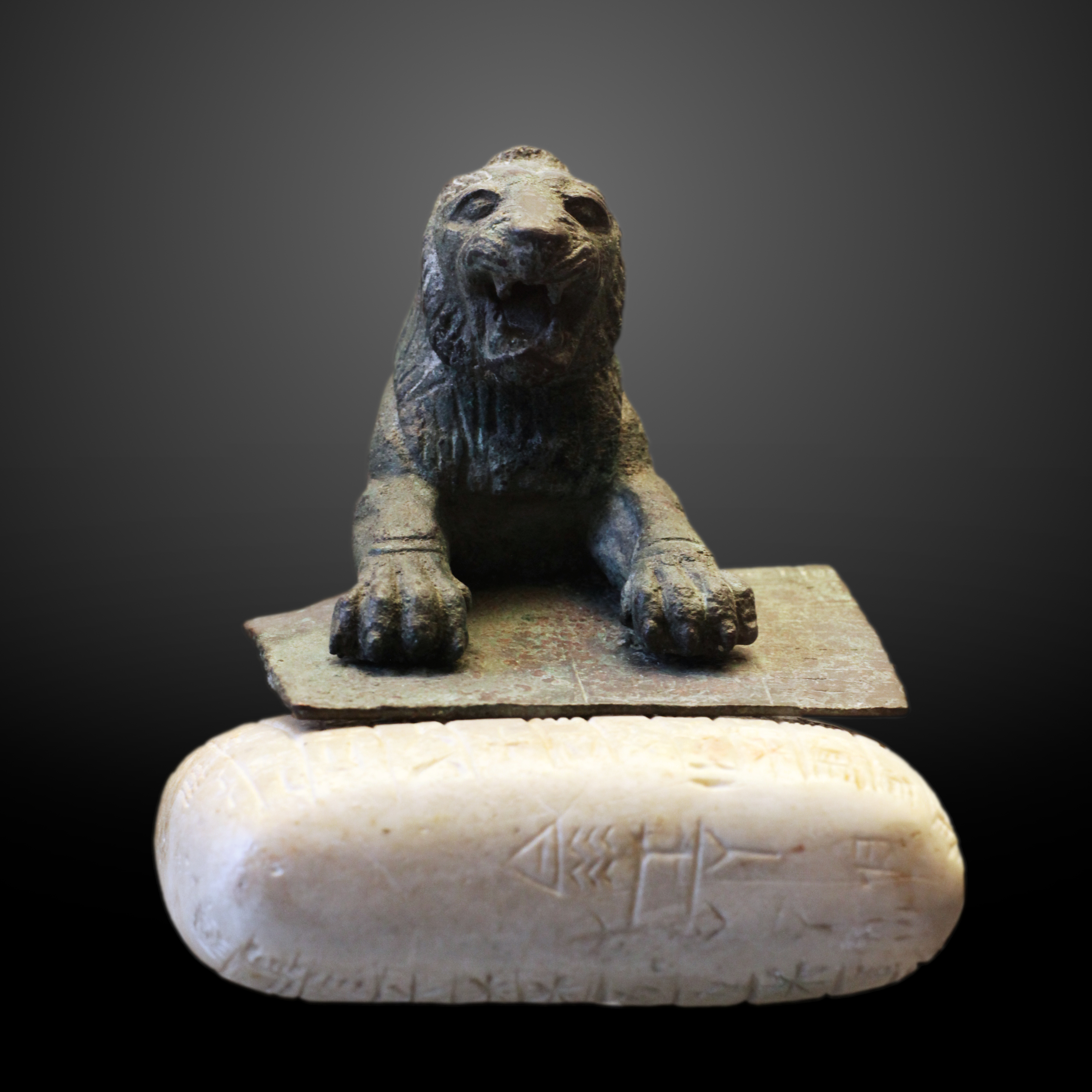
Il "leone del Louvre" e la stele che lo accompagna, recante la più antica iscrizione conosciuta in lingua urrita.

I primi rilievi e sondaggi nel sito di Tell Mozan furono condotti da Max Mallowan durante le sue ricerche nella regione. Agatha Christie, sua moglie, affermò che avessero deciso di non proseguire negli scavi in questa località, ritenendo che si trattasse di un sito di età romana: tuttavia non fu mai trovata alcuna traccia di insediamenti romani a Tell Mozan.
Gli scavi a Tell Mozan sono iniziati nel 1984 e sono continuati per almeno diciassette campagne annuali sotto la direzione di Giorgio Buccellati (UCLA) e di Marilyn Kelly-Buccellati (California State University), spesso coadiuvati anche da istituti archeologici europei, soprattutto italiani, ma anche dall'Istituto Archeologico Germanico.
L'intero sito copre circa 135 ettari, in buona parte costituiti dalla città esterna. La collina (tell) copre circa 18 ettari ed è alta 25 metri, con cinque colline minori. La collina maggiore è circondata dalle mura di cinta della città, edificate in mattoni crudi che erano larghe 8 metri ed alte7.
Le più importanti strutture scoperte comprendono il palazzo reale di Tupkish, cui era collegata una struttura necromantica sotterranea (Abi), una monumentale terrazza sopraelevata preceduta da una piazza e sormontata da un tempio; inoltre sono state trovate aree residenziali, cimiteri e le mura cittadine interne ed esterne.
Gli scavi di Tell Mozan sono noti per l'utilizzo della tecnologia in ambito archeologico. La più importante applicazione informatica è il 'Global Record', un metodo di documentazione che collega gli inputs quotidiani in un output basato sull'ipertesto. Questo sistema coniuga i vantaggi del database e quelli di un'impostazione tradizionale, dal momento che gli elementi sono legati sia secondo criteri stratigrafici che tipologici, sicché formano un insieme più ricco di collegamenti rispetto ad una semplice relazione archeologica.
Un altro aspetto importante dell'uso della tecnologia in questo sito archeologico è quello finalizzato alla conservazione. L'architettura in mattoni crudi che costituisce la maggior parte degli edifici di Tell Mozan è stata conservata con un sistema innovativo che protegge il monumento e nello stesso tempo permette sempre un'ispezione dettagliata come al momento dello scavo. Lo stesso sistema permette una veduta d'insieme dei volumi architettonici identica a quella che se ne aveva quando Urkesh era una città viva. Un vasto laboratorio installato accanto all'area di ricerca permette ai conservatori di agire con la maggior cura possibile sul posto nello stesso momento in cui si svolgono gli scavi.
Il più importante riferimento per la cronologia del sito sono le impronte sulle chiusure delle porte del sigillo di Tar'am-Agade, la figlia di Naram-Sin, che grazie alla stratigrafia può essere associata alla fase 3 dell'occupazione del palazzo.
I reperti degli scavi di Tell Mozan sono esposti nel museo di Deir ez-Zor.